# Wellington Regional Stadium
Wellington Regional Stadium (znany komercyjnie jako Sky Stadium poprzez prawa do nazwy), stadion sportowy znajdujący się w Wellington (Nowa Zelandia), wykorzystywany również do różnych koncertów i festiwali. Na tym obiekcie swoje mecze rozgrywa drużyna piłkarska Wellington Phoenix. Jest obecnie największym obiektem sportowym w Wellington. Przez mieszkańców innych miast Nowej Zelandii bywa - z powodu swojego nietypowego kształtu - nazywany "formą do ciasta" (The Cake Tin), jednak przez mieszkańców Wellington jest nazywany "The Stadium" (Stadion). Z kolei fani zespołu piłkarskiego Wellington Phoenix nazywają go "Pierścień Ognia" (ang. The Ring of Fire). Stadion jest usytuowany w pobliżu Stacji Kolejowej Wellington. Stadion został zbudowany by zastąpić "Halę Atletyczną" (ang. Athletic Park). Stadion został zbudowany również w celu organizacji międzynarodowych spotkań w grze w krykieta. Stadion jest miejscem organizacji festiwalu muzyki rockowej pt. "Rock2Wgtn".
22 sierpnia 2019 ogłoszono, że Sky podpisało sześcioletnią umowę sponsorską, tym samym zmieniając nazwę stadionu na Sky Stadium (od 1 stycznia 2020).